# Arquidiócesis de Amalfi-Cava de' Tirreni
La arquidiócesis de Amalfi-Cava de' Tirreni (en latín: Archidioecesis Amalphitana-Cavensis y en italiano: Arcidiocesi di Amalfi-Cava de' Tirreni) es una circunscripción eclesiástica de la Iglesia católica en Italia. Se trata de una arquidiócesis latina, sufragánea de la arquidiócesis de Salerno-Campagna-Acerno. Desde el 3 de junio de 2000 su arzobispo es Orazio Soricelli.

## Territorio y organización

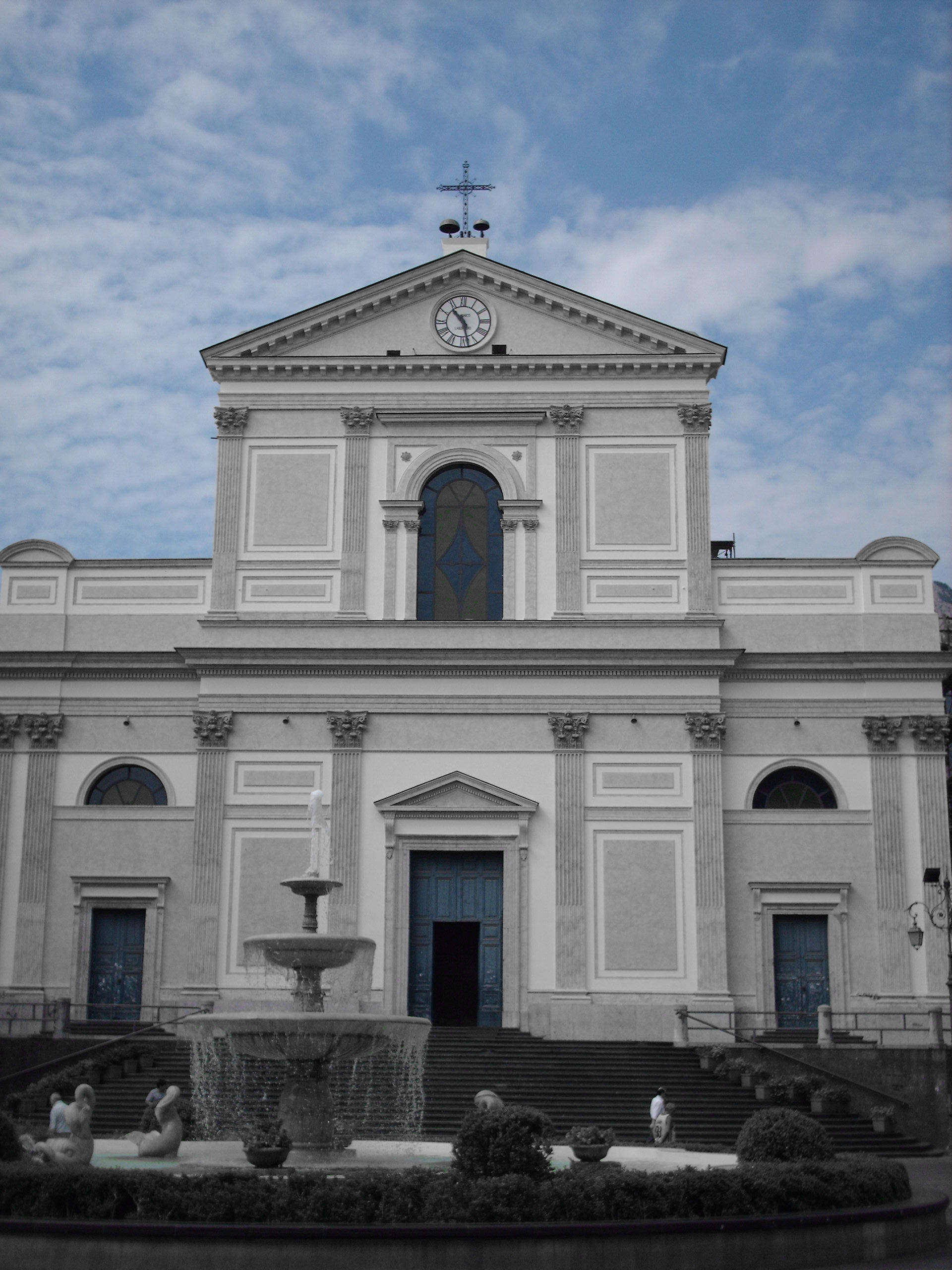
Concatedral de Santa María de la Visitación, en Cava de' Tirreni

La arquidiócesis tiene 154 km² y extiende su jurisdicción sobre los fieles católicos de rito latino residentes en parte de la región de Campania, comprendiendo en la ciudad metropolitana de Nápoles la comuna de Agerola; y en la provincia de Salerno las comunas de: Amalfi, Atrani, Cava de' Tirreni, Cetara, Conca dei Marini, Furore, Maiori, Minori, Positano, Praiano, Ravello, Scala, Tramonti y Vietri sul Mare.

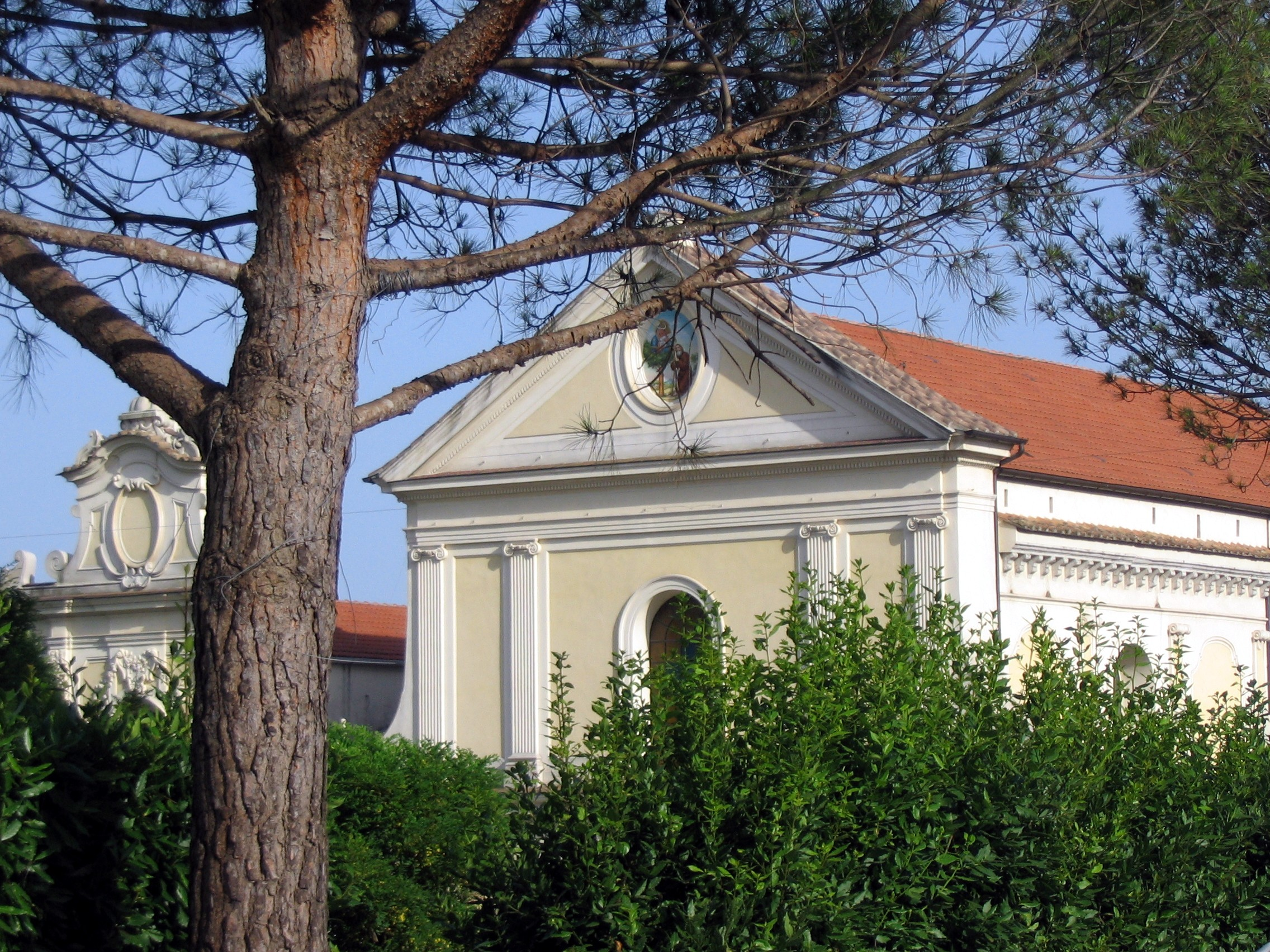
Basílica de Santa María del Olmo, en Cava de' Tirreni

La sede de la arquidiócesis se encuentra en la ciudad de Amalfi, en donde se halla la Catedral de San Andrés Apóstol. En Cava de' Tirreni se halla la Concatedral de Santa María de la Visitación y la basílica de Santa María del Olmo; en Ravello la basílica de Santa María Asunta y San Pantaleón; en Scala se encuentran la basílica de Santa Trofimena y la iglesia de San Lorenzo.

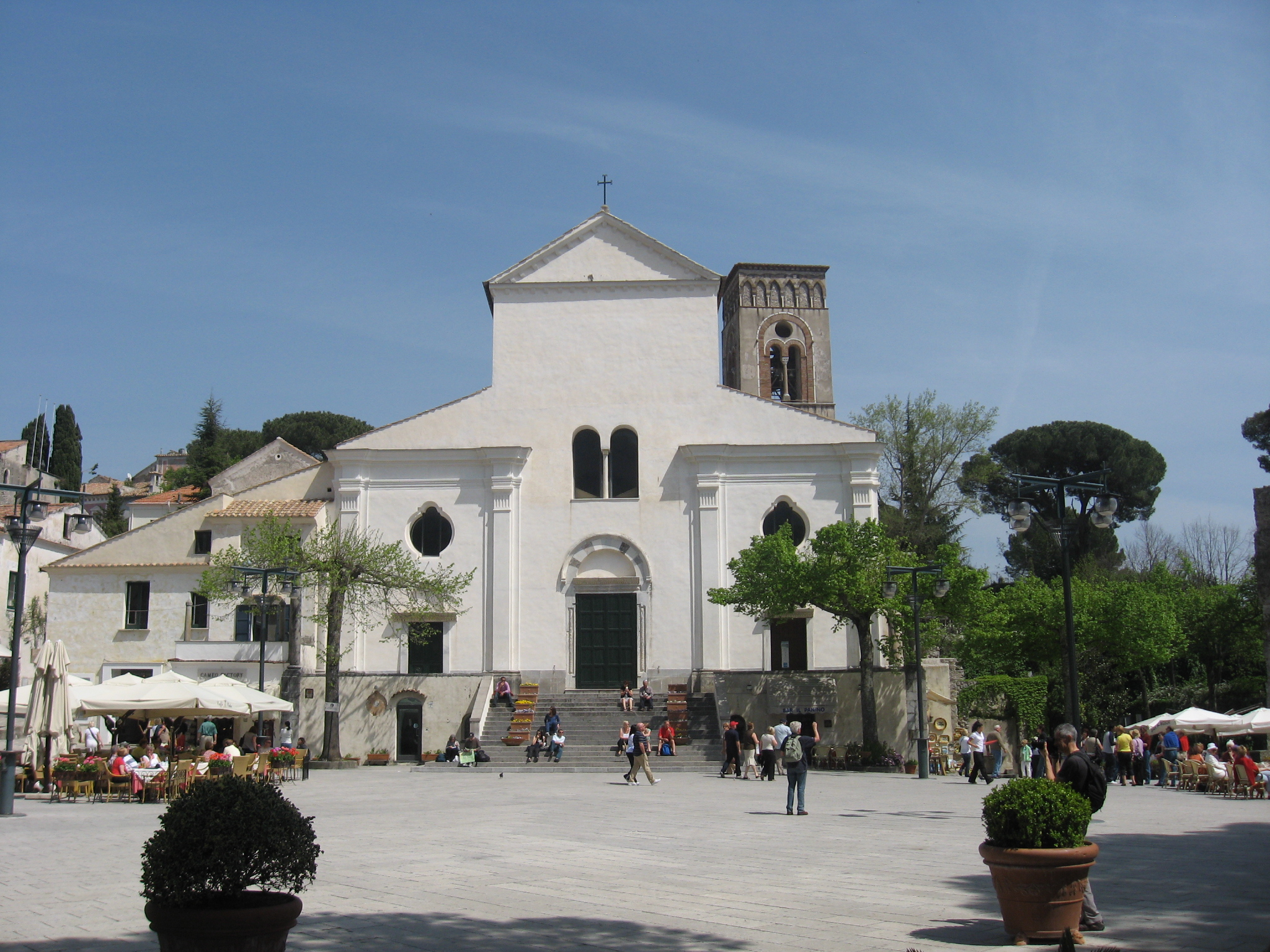
Basílica de Santa María Asunta y San Pantaleón, en Ravello

En 2022 en la arquidiócesis existían 77 parroquias agrupadas en 7 foranías: Agerola-Furore, Amalfi Atrani-Ravello-Scala, Conca dei Marini-Positano-Praiano, Maiori-Minori-Tramonti, Cava centro-ovest, Cava est y Cetara-Vietri sul Mare.

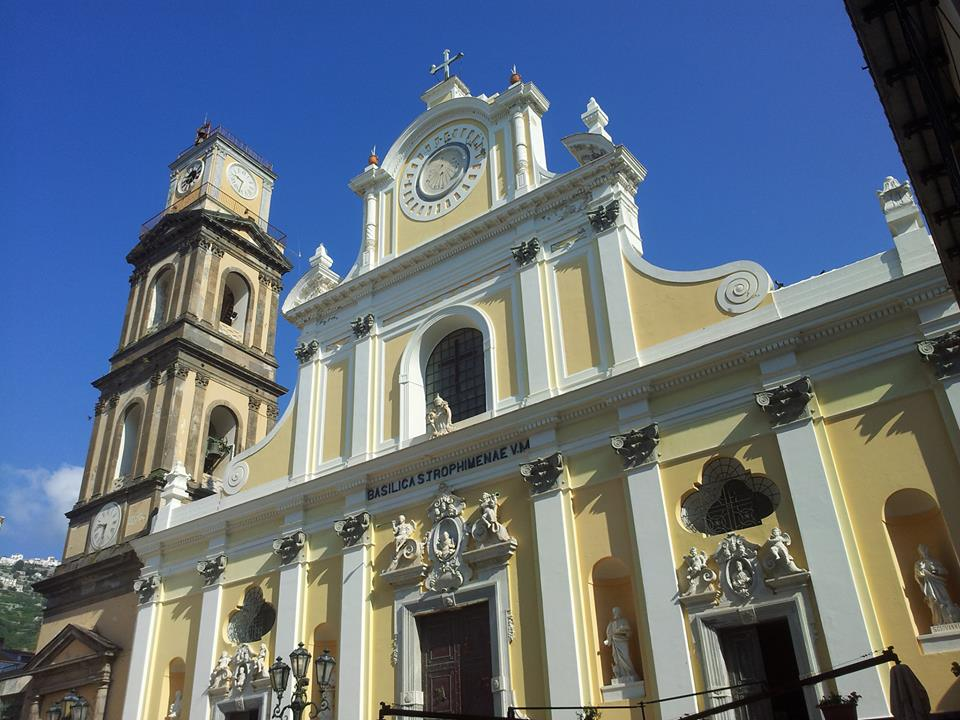
Iglesia de San Lorenzo, en Scala

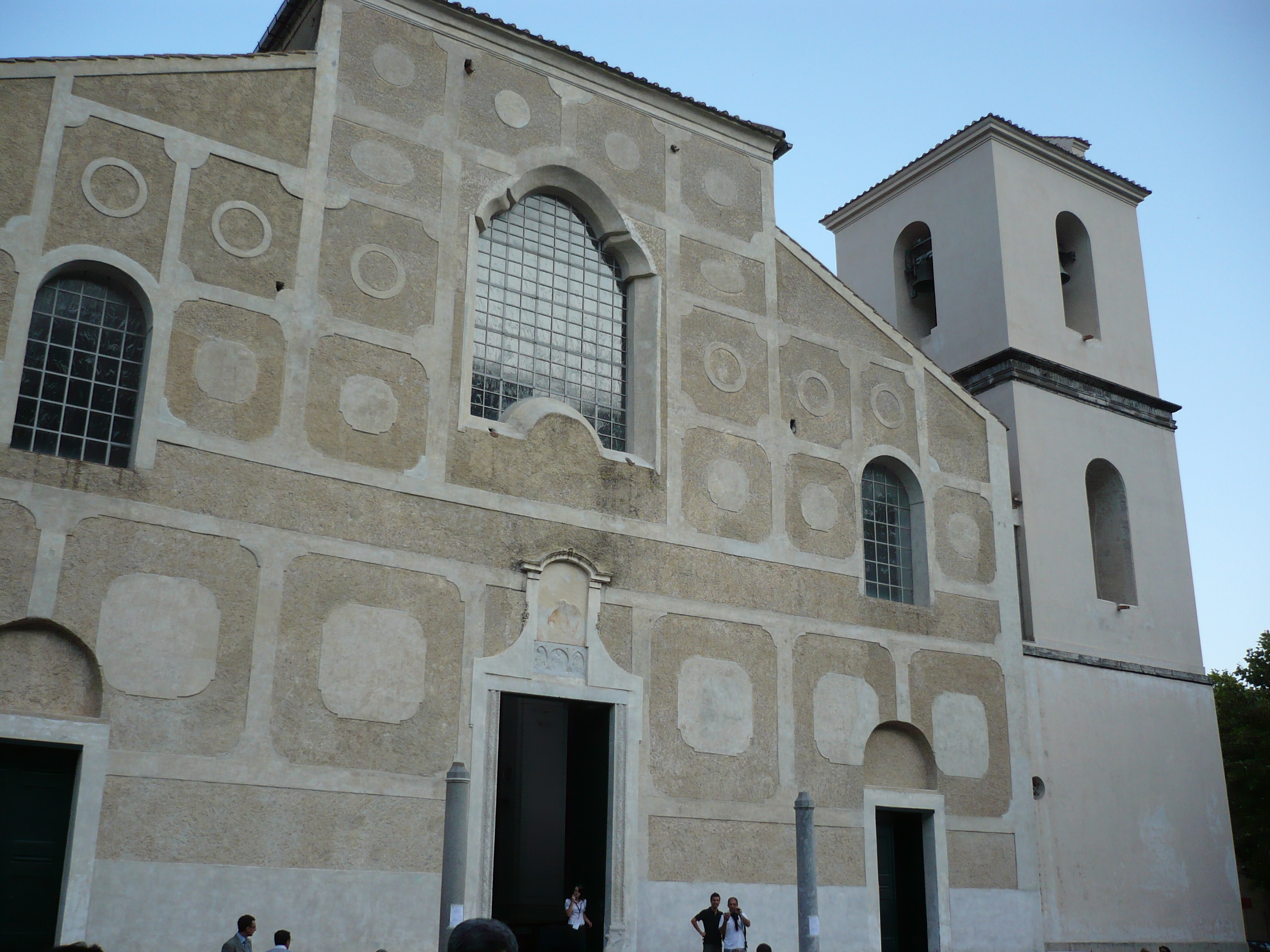
Basílica de Santa Trofimena, en Scala

## Historia
La arquidiócesis actual es el resultado de la unión de dos sedes preexistentes, Amalfi y Cava de' Tirreni.

### Amalfi
Se desconoce el origen del obispado de Amalfi. La primera mención históricamente documentada de su existencia se encuentra en una carta del papa Gregorio Magno al subdiácono Antemio del año 596, en la que se menciona al obispo Pimenio (o Primenio o Pigmenio). Después de él la serie de obispos fue interrumpida por falta de documentos, para reanudarse en el siglo IX. A partir de este momento, las principales fuentes para el estudio de la historia de la ciudad y de la diócesis de Amalfi son el Chronicon Amalphitanum y el Chronica archiepiscoporum Amalfitanorum, que relatan los nombres de varios obispos, a partir de Pietro I, documentado desde 829, y aún vivo a la muerte de Sicardo, príncipe de Benevento (839).
El 13 de febrero de 987, a instancias del duque Manso de Amalfi, fue erigida en arquidiócesis y sede metropolitana; esta erección fue confirmada por el papa Juan XV, quien el 30 de noviembre del mismo año consagró a Leone II como primer arzobispo en la archibasílica de San Juan de Letrán en Roma. En el mismo año, las ciudades de Scala, Minori, Lettere y Capri fueron erigidas como obispados, sufragáneos de la nueva sede metropolitana.
Entre los arzobispos inmediatamente posteriores a Leone II cabe mencionar: Lorenzo, conocido escritor eclesiástico; Pietro Alferio, que participó en la delegación romana enviada a Constantinopla al patriarca Miguel Cerulario, en los días del nacimiento del cisma entre las Iglesias latina y griega (1054); Bartolomeo Pignatelli, recordado por Dante en el Purgatorio.
En 1087 Ravello también fue erigido como obispado por el papa Víctor III, con el territorio separado del de Amalfi, y con el privilegio de exención de la jurisdicción metropolitana de Amalfi y sometimiento inmediato a la Santa Sede.
Durante el episcopado de Matteo Capuano, el cardenal Pietro Capuano trasladó el cuerpo del apóstol Andrés a Amalfi desde Constantinopla. En el siglo XVI, mientras era administrador apostólico de Amalfi, Giovanni de' Medici fue elegido papa con el nombre de León X.
En el período postridentino, destacó el arzobispo Giulio Rossino (1576-1616), nuncio apostólico en Nápoles, que convocó dos sínodos diocesanos y uno provincial (1597); y Matteo Granito (1635-1638), que restauró la catedral y el palacio episcopal, y estableció el seminario arzobispal.
A raíz del concordato de 1818 entre el papa Pío VII y el rey Fernando I, con la bula De utiliori Amalfi perdió todas sus diócesis sufragáneas que fueron suprimidas: las diócesis de Minori y Scala (con sede en Ravello) fueron incorporadas a Amalfi; Lettere fue absorbida por la diócesis de Castellammare y Capri fue agregada a la arquidiócesis de Sorrento. A partir de este momento, Amalfi pasó a ser una simple arquidiócesis, inmediatamente sujeta a la Santa Sede.

### Cava
A principios de los años veinte del siglo XI, san Alferio de la Cava fundó la abadía de la Santísima Trinidad de Cava. En 1058, el príncipe lombardo Gisulfo II de Salerno donó a la abadía el territorio de todo el valle de Metellina. En 1092 la tierra de La Cava, actual territorio de Cava, Vietri y Cetara, sin dejar de formar parte de la diócesis de Salerno, fue confiada, con bula del papa Urbano II, al gobierno espiritual y temporal de la abades de la Santísima Trinidad, que la gobernaron durante tres siglos.
El 7 de agosto de 1394, mediante la bula Salvatoris nostri del papa Bonifacio IX, la tierra de Cava fue elevada a la categoría de ciudad y la iglesia de la abadía de la Santísima Trinidad fue declarada catedral de una nueva diócesis, inmediatamente sometida a la Santa Sede, con territorio desvinculado del de la diócesis de Salerno. La abadía de la Santísima Trinidad de Cava ya no estaba gobernada por un abad, sino por un prior subordinado al obispo, y la comunidad de monjes formaba el cabildo de la catedral. El obispo, que debía ser obispo secular, disfrutaba de todos los privilegios y derechos de un abad regular sobre la abadía de Cava y debía residir en la abadía, cuya iglesia era declarada catedral de la nueva diócesis.
Desde que en 1431 el obispo Angelotto Fosco fue elevado a la dignidad de cardenal y quiso considerarse in commenda, recibiendo los ingresos, la abadía y la diócesis de Cava fueron confiadas a los vicarios generales que se ocupaban principalmente de la administración de los bienes temporales, provocando el declive de la acción espiritual y social de la abadía, que también desapareció casi por completo debido a los trastornos políticos.
En las décadas siguientes la abadía perdió su antiguo esplendor de virtud y santidad. En el monasterio, en los prioratos, en las parroquias y en las iglesias más remotas, los pocos monjes que quedaban vivían sin respeto a la regla en absoluta libertad y autonomía. Para la abadía de la Santísima Trinidad de La Cava, como ya había sucedido con muchos otros monasterios que se encontraban desde hacía algún tiempo en las mismas condiciones, se hizo necesario reformar el régimen cenobítico. El cardenal Oliviero Carafa (1485-1511) decidió renunciar a la commenda y devolvió la vida claustral regular al monasterio benedictino. Por lo tanto, el 10 de abril de 1497 con una bula del papa Alejandro VI, el monasterio de Cava con todas sus dependencias fue incorporado al movimiento monástico reformado de la Congregación de Santa Justina de Padua (más tarde llamada Casinense).
La anexión de la abadía de Cava a la Congregación de Santa Justina fue inicialmente deseada, pero luego la gente de Cava se opuso. Los monjes, que habían considerado la jurisdicción episcopal de Cava deseada por el papa Bonifacio IX como la principal causa de sus propios males, fueron ellos mismos los que pidieron al cardenal Oliviero Carafa que incluyera, en las cláusulas que iba a estipular para la aprobación de la abadía a la Congregación de Santa Justina, además de su renuncia a la commenda, también la supresión, a su muerte, de la jurisdicción del obispado de Cava.
Pero la universidad de la ciudad de La Cava, que no había apreciado la cláusula de supresión del obispado por considerarla perjudicial para su prestigio y el derecho de la urbs episcopalis cavensis, se levantó contra los monjes en diciembre de 1503.
El conflicto estalló cuando el abad Michele di Tarsia se negó a reconocer el compromiso previamente asumido por el abad Arsenio de erigir un nuevo obispado de Cava y constituir su mensa. El 6 de marzo de 1507, miércoles de ceniza, la población encabezada por Ferdinando Castriota, la familia Longo y otros exponentes de la universidad, tomando como pretexto algunas cuestiones de pastos y explotación de bosques que surgieron con los benedictinos, irrumpieron en el monasterio y comenzaron a saquear las celdas y el apartamento del abad. Los monjes se refugiaron en el priorato de Sant'Angelo in Grotta en Nocera Inferiore, mientras que la iglesia abacial quedó confiada a los sacerdotes diocesanos.
Con la muerte del cardenal Oliviero Carafa el 20 de enero de 1511, la cuestión del nuevo obispado se volvió actual y urgente. Se iniciaron negociaciones nerviosas e infructuosas entre la Universidad de Cava y la Congregación de Santa Justina.
La polémica se resolvió sólo cuando el cardenal Luis de Aragón pidió la intervención del papa León X. El pontífice, sólo tres días después de asumir el trono papal, aceptó la petición del pueblo de Cava y con la bula Sincerae devotionis del 22 de marzo de 1513 suprimió la diócesis abacial establecida por su predecesor el papa Bonifacio IX en 1394 y estableció la nueva diócesis de Cava, autónoma de la abadía benedictina, con sede en la catedral de Santa Maria Maggiore en Cava. Con la misma bula, el papa transfirió al cardenal Luis de Aragón de la sede de Capaccio a la de Cava como administrador apostólico; el primer obispo, Pietro Sanfelice, fue nombrado al año siguiente. La nueva diócesis incluía todo el valle de Metelliana (incluidos los actuales territorios de Cava, Vietri sul Mare y Cetara) y el territorio de Sant'Arsenio (en el valle de Diano), excepto algunos prioratos dispersos.
Desde 1520 la diócesis de Cava venera como patrono al obispo san Adjutor. Según los bolandistas, fue uno de los obispos africanos que, tras la invasión de los vándalos del norte de África, se refugiaron en Campania. Según la tradición, Adjutor desarrolló su apostolado evangelizador en el valle del Cava.
A raíz del concordato entre la Santa Sede y el Reino de las Dos Sicilias, el 27 de junio de 1818 con la bula De utiliori del papa Pío VII, la diócesis de Sarno se unió aeque principaliter a la diócesis de Cava. Con la misma bula se suprimió la diócesis de Nocera de' Pagani y se unió su territorio al de Cava, hasta 1833, cuando se restauró la diócesis de Nocera.
En 1850 la comuna de Sant'Arsenio fue entregada a la nueva diócesis de Diano.

### Amalfi-Cava de' Tirreni
El 25 de septiembre de 1972 finalizó la unión aeque principaliter de las diócesis de Cava de' Tirreni y Sarno y se nombró un nuevo obispo para Sarno. Al mismo tiempo, el obispo de Cava, Alfredo Vozzi, fue nombrado también arzobispo de Amalfi, uniendo así in persona episcopi a las dos sedes.
El 13 de abril de 1979, Amalfi, con título de arzobispado, y Cava de' Tirreni, ambas inmediatamente sujetas a la Santa Sede, pasaron a formar parte de la provincia eclesiástica de la arquidiócesis de Salerno mediante la bula Quamquam Ecclesia del papa Juan Pablo II.
El 30 de septiembre de 1986, con el decreto Instantibus votis de la Congregación para los Obispos, las dos sedes de Amalfi y Cava se unieron con la fórmula plena unione y la nueva circunscripción eclesiástica surgida de la unión tomó el nombre de arquidiócesis de Amalfi-Cava de' Tirreni.
En 1988 las partes de la comuna de Salerno que pertenecían a la sede de Amalfi fueron cedidas a la arquidiócesis de Salerno-Campagna-Acerno.
Durante el episcopado de Beniamino Depalma se inauguró el museo diocesano (1995), que se ubica en la antigua basílica del Crucifijo (siglo VI).
Mediante un decreto de la Congregación para los Obispos del 20 de agosto de 2012, la arquidiócesis adquirió las parroquias de las fracciones de Corpo di Cava y San Cesareo, en la comuna de Cava de' Tirreni, y de Dragonea, en la comuna de Vietri sul Mare, que pertenecía a la abadía territorial de la Santísima Trinidad de Cava de' Tirreni; el decreto fue ejecutado el 19 de enero de 2013.

## Estadísticas
Según el Anuario Pontificio 2023 la arquidiócesis tenía a fines de 2022 un total de 100 500 fieles bautizados.
| Año                                                                             | Población            | Población | Población      | Sacerdotes | Sacerdotes    | Sacerdotes    | Bautizados por sacerdote | Diáconos permanentes | Religiosos | Religiosos | Parroquias |
| Año                                                                             | Bautizados católicos | Total     | % de católicos | Total      | Clero secular | Clero regular | Bautizados por sacerdote | Diáconos permanentes | Varones    | Mujeres    | Parroquias |
| ------------------------------------------------------------------------------- | -------------------- | --------- | -------------- | ---------- | ------------- | ------------- | ------------------------ | -------------------- | ---------- | ---------- | ---------- |
| Arquidiócesis de Amalfi                                                         |                      |           |                |            |               |               |                          |                      |            |            |            |
| 1959                                                                            | 41 000               | 41 000    | 100.0          | 91         | 69            | 22            | 450                      |                      | 22         | 140        | 55         |
| 1970                                                                            | 43 861               | 43 880    | 100.0          | 84         | 60            | 24            | 522                      |                      | 29         | 142        | 55         |
| 1980                                                                            | 41 380               | 41 704    | 99.2           | 68         | 50            | 18            | 608                      |                      | 22         | 129        | 55         |
| Arquidiócesis de Amalfi-Cava de' Tirreni                                        |                      |           |                |            |               |               |                          |                      |            |            |            |
| 1990                                                                            | 97 200               | 100 150   | 97.1           | 103        | 61            | 42            | 943                      | 6                    | 48         | 130        | 76         |
| 1999                                                                            | 102 700              | 103 351   | 99.4           | 108        | 66            | 42            | 950                      | 12                   | 47         | 128        | 76         |
| 2000                                                                            | 102 700              | 103 351   | 99.4           | 106        | 64            | 42            | 968                      | 16                   | 47         | 128        | 76         |
| 2001                                                                            | 102 700              | 103 351   | 99.4           | 94         | 65            | 29            | 1092                     | 16                   | 34         | 128        | 76         |
| 2002                                                                            | 102 700              | 103 351   | 99.4           | 94         | 65            | 29            | 1092                     | 16                   | 34         | 128        | 76         |
| 2003                                                                            | 102 700              | 103 351   | 99.4           | 92         | 63            | 29            | 1116                     | 17                   | 34         | 128        | 76         |
| 2004                                                                            | 102 700              | 103 351   | 99.4           | 89         | 60            | 29            | 1153                     | 17                   | 34         | 128        | 76         |
| 2006                                                                            | 102 700              | 103 351   | 99.4           | 82         | 55            | 27            | 1252                     | 17                   | 29         | 112        | 76         |
| 2012                                                                            | 102 100              | 102 800   | 99.3           | 89         | 62            | 27            | 1147                     | 17                   | 30         | 96         | 76         |
| 2015                                                                            | 100 743              | 101 396   | 99.4           | 84         | 61            | 23            | 1199                     | 18                   | 25         | 81         | 79         |
| 2018                                                                            | 100 620              | 101 270   | 99.4           | 97         | 67            | 30            | 1037                     | 18                   | 32         | 70         | 79         |
| 2020                                                                            | 100 550              | 101 200   | 99.4           | 99         | 66            | 33            | 1015                     | 16                   | 40         | 71         | 79         |
| 2022                                                                            | 100 500              | 100 900   | 99.6           | 96         | 69            | 27            | 1046                     | 16                   | 31         | 66         | 77         |
| Fuente: Catholic-Hierarchy, que a su vez toma los datos del Anuario Pontificio. |                      |           |                |            |               |               |                          |                      |            |            |            |

## Episcopologio

### Sede de Amalfi
- Pimenio (o Primenio o Pigmenio) † (mencionado en 596)
- Pietro I † (antes de 829-después de 839)
- Leone I † (?-circa 848/849 falleció)
- Pietro II † (mencionado en 849/855)
- Buono † (859-después de 866)
- Sergio † (?-circa 872 falleció)
- Pietro III † (mencionado en 879)[14]
- Orso † (mencionado en 897)
- Giacinto o Giaquinto † (mencionado en 925)
- Costantino † (mencionado en 943)
- San Mastalo † (960-circa 987 falleció)[nota 4]
- Leone II, O.S.B. † (13 de febrero de 987-15 de abril de 1029 falleció)[nota 5]
- Lorenzo,[nota 6] O.S.B. † (julio de 1029-7 de marzo de 1050[nota 7] falleció)
- Pietro Alferio † (antes de 1053-circa 1070 falleció)
- Giovanni † (1070-circa 1082 falleció)
- Sergio Donnamira † (circa 1082-circa 1102 falleció)
- Mauro de Monte, O.S.B. † (1103-1128 renunció)
  - Sede vacante (1128-circa 1142)
- Giovanni II † (circa 1142-circa 1166 falleció)
- Giovanni III di San Paolo † (circa de julio de 1166-agosto de 1167 falleció)
- Roboaldo † (1168-28 de junio de 1176 falleció)
- Dionisio † (22 de octubre de 1176-después de marzo de 1202 falleció)[15]
- Matteo Capuano † (15 de noviembre de 1202-noviembre de 1215 falleció)[16]
- Giovanni Capuano † (antes de noviembre de 1216-1239 falleció)[16]
  - Sede vacante (1239-1254)
  - Bartolomeo Pignatelli † (marzo de 1254-4 de noviembre de 1254 nombrado arzobispo de Cosenza) (obispo electo)[16]
- Gualtiero † (24 de octubre de 1254-junio de 1258 falleció)[16]
  - Sede vacante (1258-1266)
- Filippo Augustariccio † (febrero de 1266-1 de febrero de 1293 falleció)[16]
  - Sede vacante (1293-1295)
- Andrea D'Alagno (De Alaneo) † (29 de marzo de 1295-circa 1330 falleció)
- Landolfo Caracciolo, O.F.M. † (20 de septiembre de 1331-1351 circa)
- Pietro Capuano † (20 de mayo de 1351-1361]]? falleció)
- Marino Del Giudice[nota 8] † (16 de abril de 1361-circa 1374 falleció)
- Giovanni Acquaviva † (20 de diciembre de 1374-24 de noviembre de 1378 nombrado antiarzobispo de Salerno)
  - Bertrando Mormille † (7 de febrero de 1379-? falleció) (antiarzobispo)
  - Niccolò di Sora, O.F.M. † (27 de noviembre de 1385-?) (antiarzobispo)
- Sergio Grisone † (1379-1392 falleció)
- Paolo Sorrentino † (3 de octubre de 1393-1400 falleció)
- Bertrando D'Alagno (De Alaneo) † (antes del 14 de abril de 1401-18 de junio de 1408 falleció)
- Roberto Brancia † (5 de septiembre de 1409-18 de junio de 1423 falleció)
- Andrea De Palearia † (28 de junio de 1424-26 de julio de 1449 falleció)
- Antonio Carleno, O.P. † (11 de agosto de 1449-23 de marzo de 1460 falleció)
- Nicola Mirabello † (26 de abril de 1460-15 de abril de 1472 falleció)
- Antonio da Napoli, O.P.? † (1472-1475)[nota 9]
- Giovanni Nicolini † (2 de octubre de 1475-26 de abril de 1482 nombrado obispo coadjutor de Verdún)[nota 10]
- Andrea De Cunto † (4 de febrero de 1484-27 de diciembre de 1503 falleció)
- Tommaso Regolano † (19 de enero de 1504-1510 falleció)
  - Robert Guibé † (1510-9 de diciembre de 1510 renunció) (administrador apostólico)
  - Giovanni De' Medici † (9 de diciembre de 1510-9 de marzo de 1513 electo papa con el nombre de León X) (administrador apostólico)
- Antonio Balestrieri (o Balestrari), O.Cist. † (15 de junio de 1513-1516 renunció)
  - Lorenzo Pucci † (1516-1517 renunció) (administrador apostólico)
- Girolamo Planca † (17 de junio de 1517-15 de junio de 1519 nombrado obispo de Gerace y Oppido Mamertina)
- Girolamo Vitelli de' Ghiandaroni † (6 de junio de 1519-21 de octubre de 1530 nombrado obispo de Massa Marittima)
- Ferdinando D'Anna † (21 de octubre de 1530-13 de mayo de 1541 nombrado obispo de Bovino)
- Alfonso Oliva, O.E.S.A. † (13 de mayo de 1541-24 de octubre de 1544 falleció)
- Francesco Sfondrati † (27 de octubre de 1544-23 de marzo de 1547 nombrado obispo de Capaccio)
  - Tiberio Crispo † (1 de abril de 1547-17 de marzo de 1561 renunció) (administrador apostólico)
- Massimo De' Massimi † (17 de marzo de 1561-21 de junio de 1564 renunció)
  - Tiberio Crispo † (21 de junio de 1564-7 de septiembre de 1565 renunció) (administrador apostólico, por segunda vez)
- Marco Antonio Bozzuto † (7 de septiembre de 1565-1570 falleció)
- Carlo Montigli † (20 de noviembre de 1570-28 de marzo de 1576 nombrado obispo de Viterbo)
- Giulio Rossino † (28 de marzo de 1576-9 de enero de 1616 falleció)
- Paolo Emilio Filonardi † (8 de febrero de 1616-24 de abril de 1624 falleció)
- Giacomo Theodoli (o Teodolo) † (7 de abril de 1625-7 de junio de 1635 nombrado obispo de Forlì)
- Matteo Granito † (17 de septiembre de 1635-30 de mayo de 1638 falleció)
- Angelo Pichi † (10 de noviembre de 1638-23 de noviembre de 1648 nombrado obispo de San Miniato)
- Stefano Quaranta, C.R. † (11 de octubre de 1649-30 de noviembre de 1678 falleció)
- Gaetano Miroballi, C.R. † (27 de noviembre de 1679-8 de septiembre de 1681 falleció)
- Simplicio Caravita, O.S.B. † (25 de mayo de 1682-1 de febrero de 1701 falleció)
- Michele Bologna, C.R. † (14 de marzo de 1701-24 de febrero de 1731 falleció)
- Pietro Agostino Scorza (Scortia) † (9 de abril de 1731-17 de febrero de 1748 renunció)
- Nicola Cioffi † (19 de febrero de 1748-31 de marzo de 1758 falleció)
- Antonio Puoti † (22 de noviembre de 1758-2 de noviembre de 1792 falleció)
  - Sede vacante (1792-1804)
- Silvestro Miccù, O.F.M. † (29 de octubre de 1804-26 de febrero de 1830 falleció)
- Mariano Bianco † (30 de septiembre de 1831-22 de noviembre de 1848 retirado)
- Domenico Ventura † (20 de abril de 1849-11 de febrero de 1862 falleció)
  - Sede vacante (1862-1871)
- Francesco Maiorsini † (27 de octubre de 1871-23 de noviembre de 1893 falleció)
- Enrico de Dominicis † (21 de mayo de 1894-17 de junio de 1908 falleció)
- Antonio Maria Bonito † (17 de junio de 1908 por sucesión-5 de agosto de 1910 renunció)
- Angelo Maria Dolci † (27 de enero de 1911-16 de noviembre de 1914 nombrado delegado apostólico en Constantinopla)
- Ercolano Marini † (2 de junio de 1915-3 de octubre de 1945 retirado)
- Luigi Martinelli † (18 de febrero de 1946-16 de junio de 1946 falleció)
- Angelo Rossini † (10 de marzo de 1947-5 de octubre de 1965 falleció)
  - Sede vacante (1965-1972)[nota 11]
- Alfredo Vozzi † (25 de septiembre de 1972-30 de enero de 1982 retirado)
- Ferdinando Palatucci † (30 de enero de 1982-30 de septiembre de 1986 nombrado arzobispo de Amalfi-Cava de' Tirreni)

### Sede de Cava
- Francesco de Aiello † (13 de agosto de 1394-30 de diciembre de 1407 nombrado obispo de Todi)
- Francesco Mormile † (30 de diciembre de 1407-1419 falleció)
- Sagace dei Conti (de Comitibus), O.S.B. † (13 de noviembre de 1419-4 de febrero de 1426 nombrado obispo de Carpentras)
- Angelotto Fosco † (22 de mayo de 1426-12 de septiembre de 1444 falleció)[nota 12]
  - Ludovico Scarampi † (13 de septiembre de 1444-22 de marzo de 1465 falleció) (administrador apostólico)
  - Giovanni d'Aragona † (1465-17 de octubre de 1485 falleció) (administrador apostólico)
  - Oliviero Carafa † (1485-20 de enero de 1511 falleció) (administrador apostólico)
  - Luigi d'Aragona † (22 de marzo de 1513[nota 13]-5 de mayo de 1514 renunció) (administrador apostólico)
- Pietro Sanfelice † (5 de mayo de 1514-marzo de 1520 renunció)
- Gian Tommaso Sanfelice † (14 de marzo de 1520-1550 renunció[nota 14])
- Tommaso Caselli, O.P. † (3 de octubre de 1550-19 de marzo de 1571 falleció)
- Cesare Alemagna † (2 de junio de 1572-28 de septiembre de 1606 falleció)
- Cesare Lippi, O.F.M.Conv. † (11 de diciembre de 1606-1622 falleció)
- Matteo Granito † (26 de octubre de 1622-17 de septiembre de 1635 nombrado arzobispo de Amalfi)
- Girolamo Lanfranchi † (12 de enero de 1637-1659 falleció)
- Luigi De Gennaro † (5 de abril de 1660-1669 renunció)
- Gaetano D'Afflitto, C.R. † (30 de junio de 1670-abril de 1682 falleció)
- Giovanni Battista Giberti † (15 de febrero de 1683-17 de diciembre de 1696 nombrado obispo de Fano)
- Giuseppe Maria Pignatelli, C.R. † (17 de diciembre de 1696-22 de marzo de 1703 falleció)
- Marino Carmignano † (17 de diciembre de 1703-diciembre de 1729 falleció)
- Domenico Maria De Liguori, C.R. † (8 de febrero de 1730-mayo de 1751 falleció)
- Niccolò Borgia † (5 de julio de 1751-27 de marzo de 1765 nombrado obispo de Aversa)
- Pietro Di Gennaro † (5 de agosto de 1765-17 de mayo de 1778 renunció)
- Michele Tafuri † (1 de junio de 1778-6 de octubre de 1796 falleció)
  - Sede vacante (1796-1816)
- Silvestro Granito † (1816-6 de abril de 1818 nombrado obispo de Cava y Sarno)

### Sedes de Cava y Sarno
- Silvestro Granito † (6 de abril de 1818-18 de diciembre de 1832 falleció)
- Tommaso Bellacosa † (23 de junio de 1834-15 de septiembre de 1843 renunció)
- Salvatore Fertitta † (25 de enero de 1844-31 de octubre de 1873 falleció)
- Giuseppe Carrano † (15 de junio de 1874-3 de abril de 1890 falleció)
- Giuseppe Izzo † (3 de abril de 1890 por sucesión-15 de enero de 1914 falleció)
- Luigi Lavitrano † (25 de mayo de 1914-16 de julio de 1924 nombrado arzobispo de Benevento)
  - Sede vacante (1924-1928)
- Pasquale Dell'Isola † (29 de septiembre de 1928-12 de enero de 1938 falleció)
- Francesco Marchesani † (30 de enero de 1939-22 de abril de 1948 nombrado obispo de Chiavari)
- Gennaro Fenizia † (21 de julio de 1948-15 de noviembre de 1952 falleció)
- Alfredo Vozzi † (25 de septiembre de 1953-25 de septiembre de 1972 nombrado arzobispo de Amalfi y obispo de Cava de' Tirreni[17])

### Sede de Cava de' Tirreni
- Alfredo Vozzi † (25 de septiembre de 1972-30 de enero de 1982 retirado)
- Ferdinando Palatucci † (30 de enero de 1982-30 de septiembre de 1986 nombrado arzobispo de Amalfi-Cava de' Tirreni)

### Sede de Amalfi-Cava de' Tirreni
- Ferdinando Palatucci † (30 de septiembre de 1986-28 de julio de 1990 retirado)
- Beniamino Depalma, C.M. (7 de diciembre de 1990-15 de julio de 1999 nombrado arzobispo a título personal de Nola)
- Orazio Soricelli, desde el 3 de junio de 2000

### Para la sede de Amalfi
- (en inglés) Amalfi, en Catholic Encyclopedia, Nueva York, Encyclopedia Press, 1913.
- (en italiano) Vincenzo Taiani, La Diocesi di Amalfi. Brevi cenni storici e sviluppo demografico, Salerno, 1972
- (en latín) Ferdinando Ughelli, Italia sacra, vol. VII, segunda edición, Venecia, 1721, col. 183-256
- (en italiano) Vincenzio d'Avino, Cenni storici sulle chiese arcivescovili, vescovili e prelatizie (nullius) del Regno delle Due Sicilie, Nápoles, 1848, pp. 11-18
- (en italiano) Giuseppe Cappelletti, Le Chiese d'Italia della loro origine sino ai nostri giorni, vol. XX, Venecia, 1866, pp. 601-612
- (en italiano) Francesco Lanzoni, Le diocesi d'Italia dalle origini al principio del secolo VII (an. 604), vol. I, Faenza, 1927, pp. 248-250
- (en latín) Paul Fridolin Kehr, Italia Pontificia, vol. VIII, Berlín, 1935, pp. 380-392
- (en alemán) Norbert Kamp, Kirche und Monarchie im staufischen Königreich Sizilien. Prosopographische Grundlegung. Bistümer und Bischöfe des Königreichs 1194-1266. 1. Abruzzen und Kampanien, Múnich, 1973, pp. 390-405
- (en latín) Pius Bonifacius Gams, Series episcoporum Ecclesiae Catholicae, Graz, 1957, pp. 847-848
- (en latín) Konrad Eubel, Hierarchia Catholica Medii Aevi, vol. 1, pp. 84-85; vol. 2, p. 86; vol. 3, pp. 105-106; vol. 4, p. 80; vol. 5, p. 80; vol. 6, p. 78

### Para la sede de Cava
- (en italiano) Placido Lugano, L'Italia Benedettina, Roma, 1929
- (en latín) Ferdinando Ughelli, Italia sacra, vol. I, segunda edición, Venecia, 1717, col. 607-619
- (en italiano) Vincenzio d'Avino, Cenni storici sulle chiese arcivescovili, vescovili e prelatizie (nullius) del Regno delle Due Sicilie, Nápoles, 1848, pp. 753-755
- (en italiano) Giuseppe Cappelletti, Le Chiese d'Italia della loro origine sino ai nostri giorni, vol. XXI, Venecia, 1870, pp. 380-384
- (en francés) Paul Guillaume, Essai historique sur l'abbaye de Cava, d'après des documents inédits, Abbaye des RR. Péres bénédictins, Cava dei Tirreni, 1877
- (en latín) Paul Fridolin Kehr, Italia Pontificia, vol. VIII, Berlín, 1935, pp. 309-331
- (en latín) Pius Bonifacius Gams, Series episcoporum Ecclesiae Catholicae, Graz, 1957, p. 875
- (en latín) Konrad Eubel, Hierarchia Catholica Medii Aevi, vol. 1, p. 179; vol. 2, p. 124; vol. 3, p. 161; vol. 4, p. 144; vol. 5, p. 152; vol. 6, p. 158
- (en italiano) Simeone Leone, Dalla fondazione del cenobio al secolo XVI, en La badia di Cava, Cava de' Tirreni, Di Mauro, 1985
- (en italiano) Domenico Ambrasi, Le vicende dell'età moderna, en La badia di Cava, Cava de' Tirreni, Di Mauro, 1985
- (en italiano) Attilio Della Porta, Cava Sacra, Cava de' Tirreni (Salerno), 1965